# Teijirō Tanikawa
Teijirō Tanikawa (japanisch 谷川 禎次郎 Tanikawa Teijirō; * 20. Dezember 1932 in der Präfektur Ōita; † 13. Mai 2025) war ein japanischer Schwimmer.

## Biografie
Teijirō Tanikawa gewann bei den Olympischen Sommerspielen 1952 in Helsinki mit der japanischen Staffel über 4 × 200 m Freistil die Silbermedaille. Zudem gewann er bei den Asienspielen 1954 Silber über 100 m Freistil und Gold mit der japanischen 4 × 200-m-Freistilstaffel.
Tanikawa studierte an der Nihon-Universität und war später bei Shinnittetsu Sumikin tätig. Er verstarb am 13. Mai 2025 im Alter von 92 Jahren an einer akuten Aortendissektion.